# Coprophanaeus bonariensis
Coprophanaeus bonariensis là một loài bọ cánh cứng trong họ Bọ hung (Scarabaeidae).